# 学士（教養）
学士（教養）（がくし きょうよう、Bachelor of Arts (B.A.) / Bachelor of Liberal Arts (B.L.A.)）は、学士の学位のひとつ。

## 日本
主に四年制大学の教養学部を卒業することで取得できる学位である。従前の制度では学位ではなく称号として位置づけられ、教養学士と称した。日本においては1949年、新制大学としての東京大学の発足と同時に設立され、国際関係、地域文化、比較文化等の、学際的、国際的観点から幅広い教養を持った人物の養成を目指したのがはじまりであり、1953年には私立大学の国際基督教大学が教養学部のみを置く単科大学として発足。1960年には埼玉大学でも同学部が設立されるなど、その他の国立大学や私立大学でも教養学部が設立されていった。1963年に文部省が定めた大学設置基準では学士号を29種とし、その一つに教養学士が位置づけられた。1981年には国会で放送大学学園法が成立し、同法に基づく特殊法人（のち「特別な学校法人」へ移行）として放送大学が開学。通信制の教養学部が発足。全科履修生として卒業した者に教養学士の称号が授与された。また、教育学部のゼロ免課程の増加に伴い、ゼロ免によっては教養学士を輩出するようになった。
1991年、学校教育法および学位規則が改正され、学士の称号は学位に移行。それに伴い、教養学士の名称は学士（教養）へと改められ、新法成立以後の教養学部卒業生に当該学位が授与された。この制度改正に伴い、従前の制度で授与されていた教養学士の称号については学校教育法附則にて学位と看做されることとなった。
さらに同法改正後、新たに学位授与機構（後の独立行政法人大学改革支援・学位授与機構）が発足し、四年制大学卒業生以外の者にも一定の能力と資格を持つ者にも学位取得を目指す道が開かれた。同機構では学位審査で比較文化、地域研究、国際関係、科学技術研究の専攻区分で受験し、学修成果と論文試験による学位審査に合格した者に対し、学士（教養）または学士（学芸）のうち本人の希望する名称の学位を授与している。さらに、同法改正によって従来、国が定めていた学位名称は大学や授与機関で任意に定めることができるようになった。その結果、学士（教養学）をはじめ、学士（国際教養学）等、多様な学位名称が誕生している。

## 日本以外
日本以外でのBachelor of Artsは、リベラルアーツまたはサイエンス、もしくはその両方の教育を受けた者に授与される。
取得プログラムは、各国では一般的に3-4年の課程となる。
- 4年課程：アフガニスタン、レバノン、アルメニア、ギリシャ、バングラディッシュ、アゼルバイジャン、エジプト、イラン、日本、ニジェール、セルビア、パキスタン、フィリピン、タイ、ロシア連邦、アイルランド、韓国、イラク、チュニジア、クウェート、トルコ、アメリカ合衆国[10]。
- 3年課程：EU各国、アルバニア、オーストラリア、ボスニア・ヘルツェゴビナ、インド、イスラエル、ニュージーランド、アイスランド、シンガポール、カリブ、南アフリカ、スイス、カナダのケベック州